# Nastus (жуки)
Nastus — род жесткокрылых семейства долгоносиков.

## Распространение
Палеарктический род, распространённый от Крыма до Японии. В основном обитают в Средней Азии.

## Описание
Жуки-слоники довольно крупных размеров. Головотрубка сравнительно длинная, её длина значительно больше ширины на основании.

## Экология
Личинки жуков почвенная. Взрослые жуки полифаги, живущие в основном на травянистой растительности.

## Виды
Некоторые виды рода:
- Nastus goryi Boheman, 1843
- Nastus macedonicus Braun, 1993